# 46. ročník udílení Filmových cen Britské akademie
46. ročník udílení Filmových cen Britské akademie se konal v roce 1993. Ocenění se předávalo nejlepším filmům a dokumentům britským i mezinárodním, které se promítaly v britských kinech v roce 1992.

## Vítězové a nominovaní
Tučně jsou označeni vítězové.
| Nejlepší film | Nejlepší režisér |
| --- | --- |
| Rodinné sídlo – Ismail Merchant a James Ivory - Nesmiřitelní – Clint Eastwood - Hra na pláč – Stephen Woolley a Neil Jordan - Hráč – David Brown, Michael Tolkin, Nick Wechsler a Robert Altman - Tanec v srdci – Tristram Miall a Baz Luhrmann | Hráč – Robert Altman - Nesmiřitelní – Clint Eastwood - Rodinné sídlo – James Ivory - Hra na pláč – Neil Jordan |
| Nejlepší herec v hlavní roli | Nejlepší herečka v hlavní roli |
| Robert Downey Jr. jako Chaplin – Chaplin - Stephen Rea jako Fergus – Hra na pláč - Tim Robbins jako Griffin Mill – Hráč - Daniel Day-Lewis jako Sokolí oko – Poslední Mohykán                                                                   | Emma Thompson jako Margaret Schlegel – Rodinné sídlo - Jessica Tandy jako Ninny Threadgoode – Smažená zelená rajčata - Judy Davisová jako Sally Simmons – Manželé a manželky - Tara Morice jako Fran – Tanec v srdci |
| Nejlepší herec ve vedlejší roli | Nejlepší herečka ve vedlejší roli |
| Gene Hackman jako Little Bill Daggett – Nesmiřitelní - Jaye Davidson jako Dil – Hra na pláč - Tommy Lee Jones jako Clay Shaw – JFK - Samuel West jako Leonard Bast – Rodinné sídlo                                                              | Miranda Richardson jako Ingrid Thompson-Fleming – Posedlost - Miranda Richardson jako Jude – Hra na pláč - Kathy Bates jako Evelyn Couch – Smažená zelená rajčata - Helena Bonham Carter jako Helen Schlegel – Rodinné sídlo |
| Nejlepší původní scénář | Nejlepší adaptovaný scénář |
| Manželé a manželky – Woody Allen - Poslouchej mou píseň – Peter Chelsom - Nesmiřitelní – David Webb Peoples - Hra na pláč – Neil Jordan | Hráč – Michael Tolkin - JFK – Oliver Stone - Rodinné sídlo – Ruth Prawer Jhabvala - Tanec v srdci – Baz Luhrmann |
| Nejlepší kamera | Nejlepší britský film |
| Poslední Mohykán – Dante Spinotti - Tanec v srdci – Steve Mason - Mys hrůzy – Freddie Francis - Rodinné sídlo – Tony Pierce-Roberts | Hra na pláč – Neil Jordan |
| Nejlepší původní hudba | Nejlepší zvuk |
| Tanec v srdci – David Hirschfelder - Poslední Mohykán – Trevor Jones - Poslouchej mou píseň – John Altman - Kráska a zvíře – Alan Menken | JFK – Tod A. Maitland, Wylie Stateman, Michael D. Wilhoit, Michael Minkler a Gregg Landaker - Tanec v srdci – Antony Gray, Ben Osmo, Roger Savage, Ian McLoughlin a Phil Judd - Poslední Mohykán – Simon Kaye, Lon Bender, Larry Kemp, Paul Massey, Doug Hemphill, Mark Smith a Chris Jenkins - Nesmiřitelní – Alan Robert Murray, Walter Newman, Rob Young, Les Fresholtz, Vern Poore a Dick Alexander |
| Nejlepší produkční design | Nejlepší speciální efekty |
| Tanec v srdci – Catherine Martin - Chaplin – Stuart Craig - Poslední Mohykán – Wolf Kroeger - Rodinné sídlo – Luciana Arrighi | Smrt jí sluší – Michael Lantieri, Ken Ralston, Alec Gillis, Tom Woodruff Jr., Doug Chiang a Doug Smythe - Vetřelec 3 – Richard Edlund, George Gibbs, Alec Gillis a Tom Woodruff Jr. - Batman se vrací – Michael Fink, John Bruno, Craig Barron a Dennis Skotak - Kráska a zvíře – Randy Fullmer |
| Nejlepší kostýmní design | Nejlepší masky |
| Tanec v srdci – Catherine Martin - Chaplin – John Mollo, Ellen Mirojnick - Poslední Mohykán – Elsa Zamparelli - Rodinné sídlo – Jenny Beavan | Poslední Mohykán – Peter Robb-King - Rodinné sídlo – Christine Beveridge - Chaplin – Wally Schneiderman - Batman se vrací – Stan Winston |
| Nejlepší střih | Nejlepší cizojazyčný film |
| JFK – Joe Hutshing - Tanec v srdci – Jill Bilcock - Hráč – Geraldine Peroni - Rodinné sídlo – Andrew Marcus - Mys hrůzy – Thelma Schoonmaker | Vyvěste červené lampiony – Chiu Fu-sheng a Zhang Yimou - Delikatesy – Claudie Ossard, Jean-Pierre Jeunet a Marc Caro - Evropa, Evropa – Artur Brauner, Margaret Ménégoz a Agnieszka Holland - Milenci z Pont-Neuf – Christian Fechner a Leos Carax |